# Стоян Разловски
Стоян Разловски е български църковен деец, духовник и революционер от Македония.

## Биография
Стоян Разловски е роден в пиянечкото село Разловци, тогава в Османската империя, днес Северна Македония. Разловски приема свещенически сан и се включва в борбата за национална и църковна независимост. Основен двигател е за изграждането на църквата „Св. св. Константин и Елена“ в Разловци. В 1875 година участва в подготовката на така нареченото Разловско въстание, част от Априлското въстание. След избухването му в Пиянечко Разловски подпомага дейността на основния организатор Димитър Попгеоргиев. След неуспеха на въстанието, той е заловен в Рилския манастир и затворен в манастирската кула. Там на 28 юли 1876 година успява да се самоубие, преди да бъде отведен от заптиета в затвора в Дупница.
Стоян Разловски е баща на Коте Попстоянов, летописец на Разловското въстание.